# Syzygium rolfei
Syzygium rolfei är en myrtenväxtart som beskrevs av Elmer Drew Merrill. Syzygium rolfei ingår i släktet Syzygium och familjen myrtenväxter. Inga underarter finns listade i Catalogue of Life.